# پارک ملی جاسپر

پارک ملی جاسپر بزرگترین پارک ملی در رشته‌کوه راکی در کانادا می‌باشد که ۱۰٬۸۷۸ کیلومتر مربع وسعت دارد. این پارک در ایالت آلبرتا، شمال پارک ملی بنف و غرب شهر ادمونتون قرار گرفته‌است.
این پارک شامل یخچال‌های طبیعی از منطقه یخی کلمبیا، چشمه‌های آب گرم، دریاچه‌ها، آبشارها و کوه‌های متعدد است.
این پارک بعد از جاسپر هاوز، که دارای شغلی تجاری در منطقه برای شرکت نورث وست بود، جاسپر نامیده شد. قبل از این نام آن فیتزوگ بود. این پارک در ۱۴ام سپتامبر سال ۱۹۰۷ با نام پارک جنگلی جاسپر ثبت و نام پارک ملی در سال ۱۹۳۰ به آن اعطا شد.
در سال ۱۹۸۴ اعلام شد این پارک در فهرست میراث جهانی یونسکو ثبت شده‌است.
در سال ۲۰۰۶ میلادی پارک ملی جاسپر معادل ۱٬۹۸۸٬۶۰۰ نفر بازدیدکننده داشته‌است.

## نگارخانه

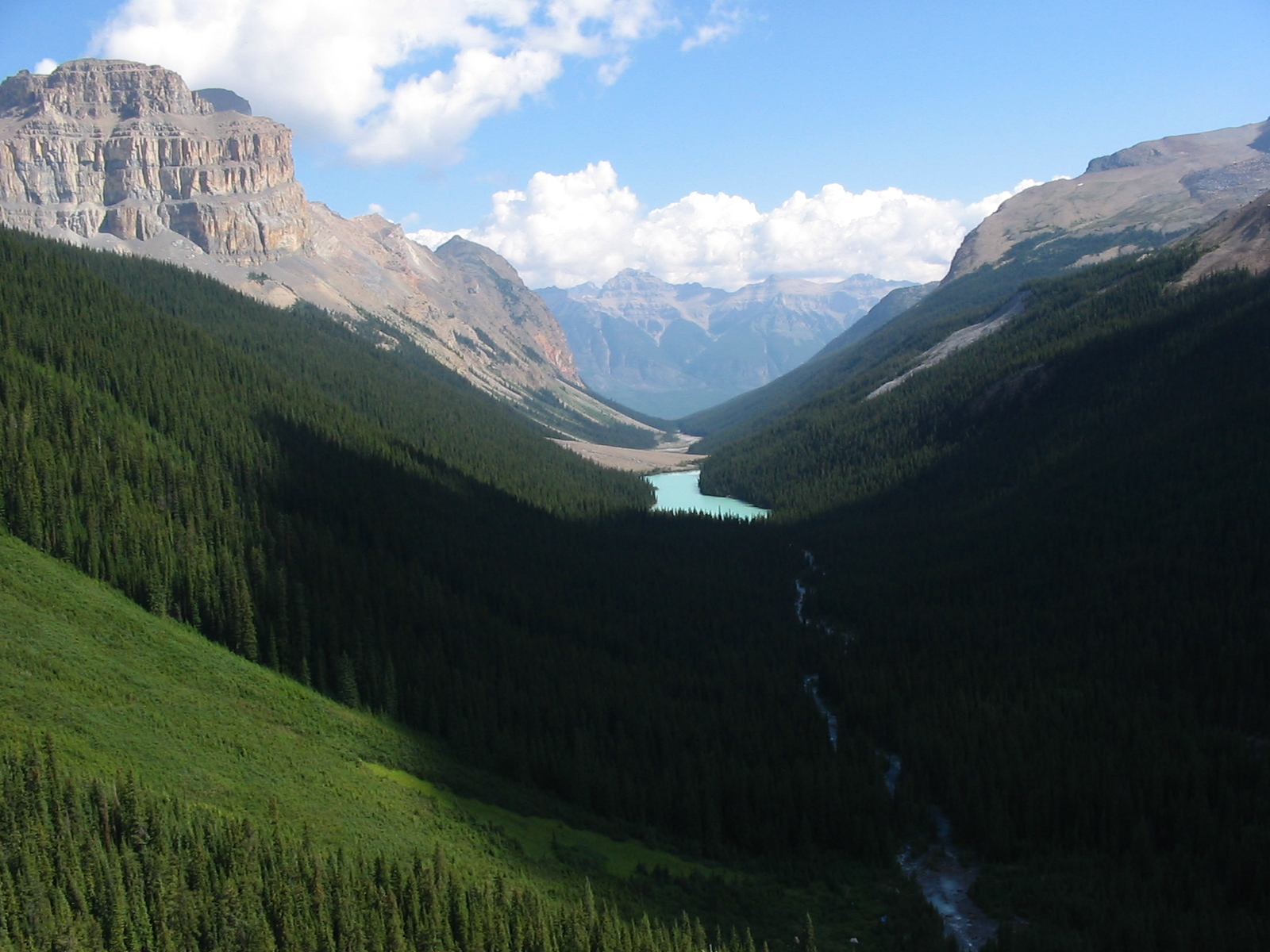
دره ریات از بالای دیواره صخره مجاور آن
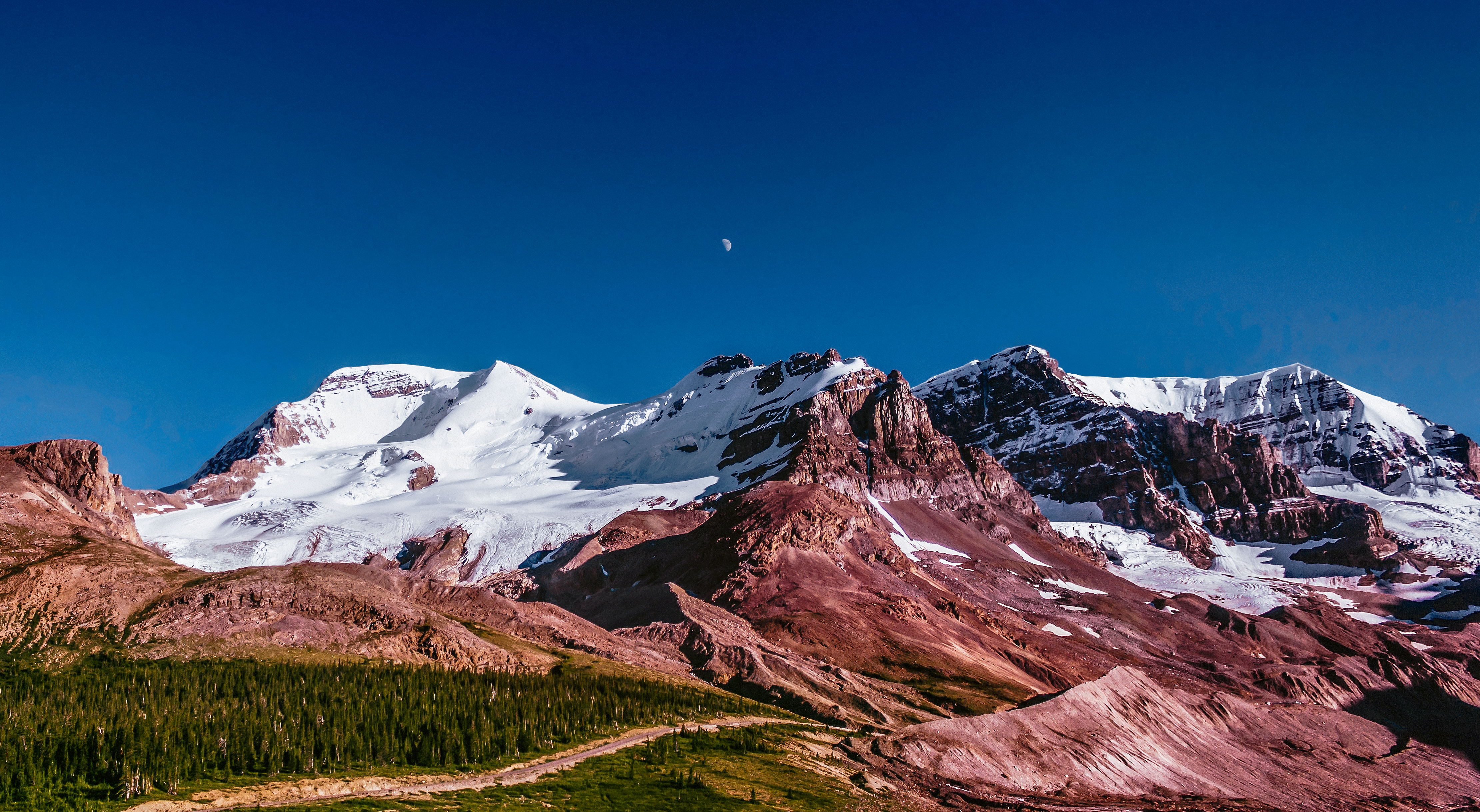
کوه آتاباسکا در پارک ملی جاسپر
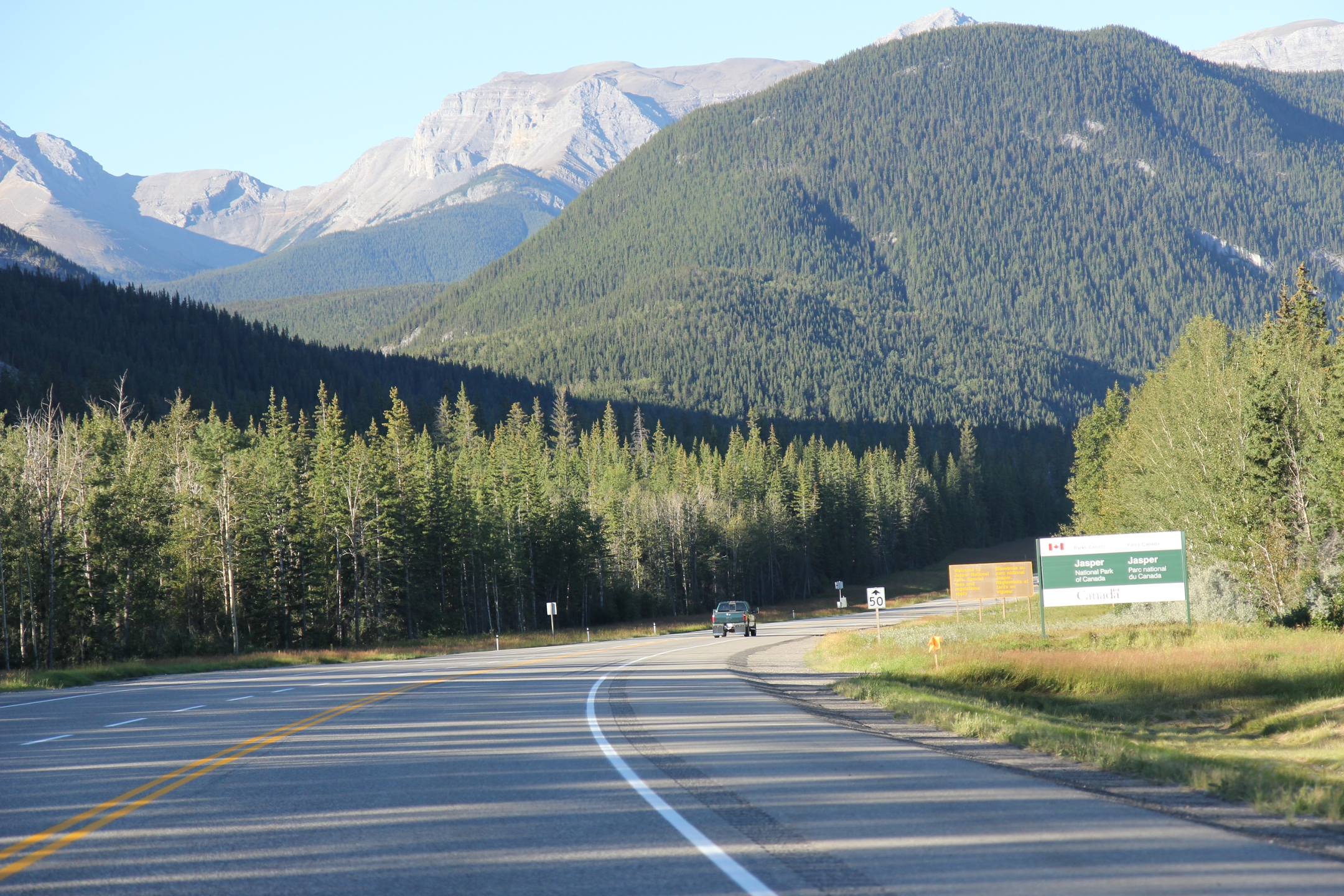
ورودی پارک ملی جاسپر در بزرگراه یلوهد
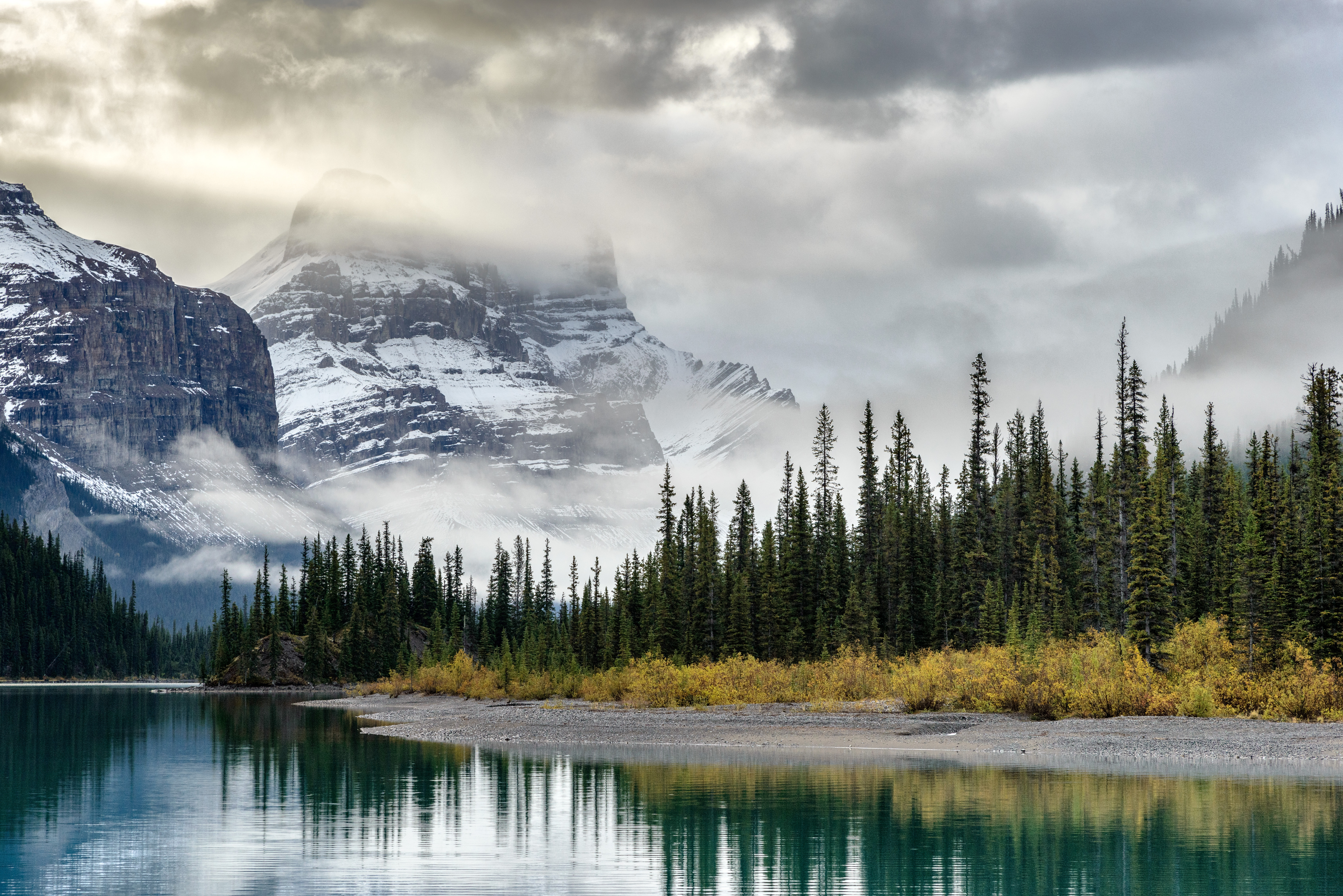
دریاچه مالیگن بزرگترین دریاچه پارک
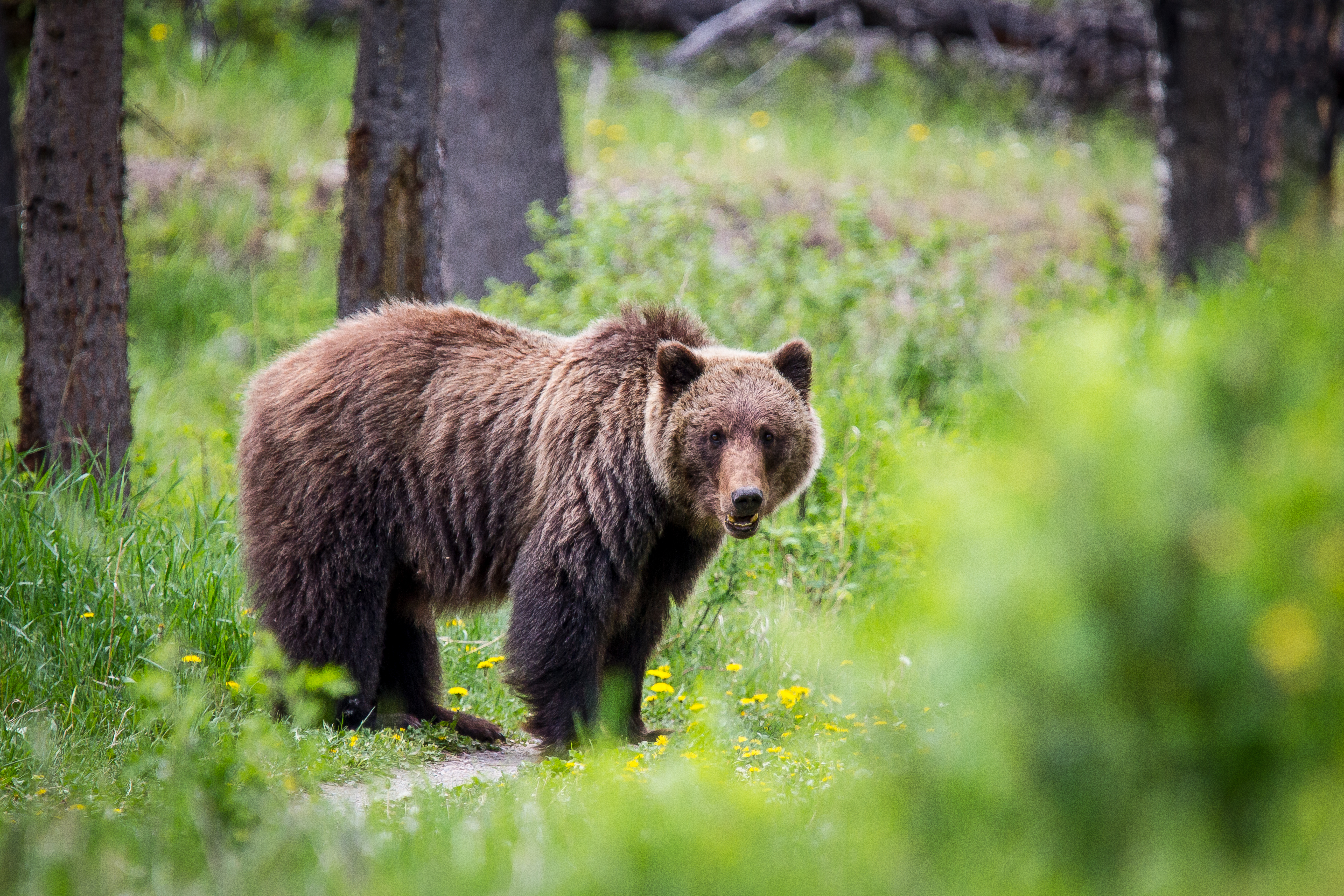
یک خرس گریزلی در پارک ملی جاسپر